# Якубівці
Якубі́вці (Якубовці) — польська мазурська колонія, заснована 1922 року поблизу села Олесине та з частини його території.
Спочатку поселення називалося Кольонія, лише 1 жовтня 1929 року стало окремою громадою Якубовці — ймовірно, на честь графа Якуба Потоцького, на розпарцельованих землях колишнього фільварку якого була заснована колонія.

## Історія
У 1934-1939 роках належало до гміни Будилів Бережанського повіту Тернопільського воєводства Другої Речі Посполитої.
Ліквідоване під час Другої світової війни.

## Населення
1939 року етнічний склад колонії був таким:
| Національність | Число, осіб | Відсоток |
| -------------- | ----------- | -------- |
| Мазури         | 350         | 92,1     |
| Українці       | 30          | 7,9      |
| Усі            | 380         | 100,0    |